# Homomallium andoi
Homomallium andoi là một loài Rêu trong họ Hypnaceae. Loài này được Higuchi, N. Nishim. & S. Inoue mô tả khoa học đầu tiên năm 1994.